# Omar Wade
Omar Wade (Dakar, 15 febbraio 1990) è un calciatore senegalese, attaccante dell'Al-Shabab.

## Carriera

### Club
Nel 2010-2011 ha giocato una partita in Ligue 1 con il Lille ed una nei preliminari di Europa League.
Nel gennaio del 2012 passa in prestito ai turchi del Boluspor, con cui gioca 8 presenze in seconda divisione.

### Nazionale
Nel 2011 ha preso parte alla Coppa d'Africa Under-20, disputando 3 partite.

## Palmarès

### Club

#### Competizioni nazionali
- Campionato francese: 1

Lilla: 2010-2011
- Coppa di Francia: 1

Lilla: 2010-2011

### Individuale
- Capocannoniere del Championnat National 3: 1

2019-2020 (16 reti)